# Bulbophyllum mentosum
Bulbophyllum mentosum es una especie de orquídea epifita  originaria de  	 Brasil.  

## Taxonomía
Bulbophyllum mentosum fue descrita por João Barbosa Rodrigues y publicado en Genera et Species Orchidearum Novarum 1: 42. 1877.
Etimología
Bulbophyllum: nombre genérico que se refiere a la forma de las hojas que es bulbosa.
mentosum: epíteto latino